# Breuberg
Breuberg – miasto w Niemczech, w kraju związkowym Hesja, w rejencji Darmstadt, w powiecie Odenwald.